# أنتونيو باريرو
أنتونيو بارييرو (بالإسبانية: Antonio Bareiro)‏ (24 أبريل 1989 في باراغواي - ) هو مدرب كرة قدم ولاعب كرة قدم باراغواياني في مركز الهجوم. لعب مع نادي ليبرتاد ونادي خنرال دياز وSportivo Trinidense ‏ وروبيو نيو ‏.

## روابط خارجية
- أنتونيو باريرو على موقع قاعدة بيانات كرة القدم.إي يو (الإنجليزية)
- أنتونيو باريرو على موقع ناشيونال فوتبول تيمز (الإنجليزية)
- أنتونيو باريرو على موقع Soccerway.com (الإنجليزية)
- أنتونيو باريرو على موقع عالم كرة القدم.نت (الإنجليزية)
- أنتونيو باريرو على موقع AS.com (الإسبانية)